# Regillio Nooitmeer
Regillio Nooitmeer (Rotterdam, 16 luglio 1983) è un ex calciatore olandese naturalizzato haitiano, di ruolo difensore.

## Carriera

### Club
Ha giocato nella massima serie dei campionati irlandese, finlandese e maltese.

### Nazionale
Nel 2008 ha giocato una partita con la nazionale haitiana, dopo aver disputato 3 incontri con la nazionale olandese Under-21 nel 2003.